# Queer as Folk (Estados Unidos)
Queer As Folk é uma série de televisão américa-canadense de drama, produzida pelo canal Showtime e Temple Street Productions. Foi exibida originalmente nos Estados Unidos, pelo canal Showtime e no Canadá, pelo canal Showcase, sendo transmitida entre 3 de dezembro de 2000 à 7 de agosto de 2005 (nos Estados Unidos) e entre 22 de janeiro de 2001 à 15 de agosto de 2005 (no Canadá). 
O nome do seriado é uma brincadeira com um ditado em inglês, de "ninguém é tão estranho como nós" ("nobody is so weird as folk"), para "ninguém é tão gay como nós" ("nobody is so queer as folk").
Adaptado por Ron Cowen e Daniel Lipman, a série foi baseada no britânico Queer As Folk, de Russell T Davies. O seriado foi dirigido por Russell Mulcahy, Bruce McDonald, David Wellington, Kelly Makin, John Greyson, Jeremy Podeswa e Michael DeCarlo e tendo como escritores principais Ron Cowen e Daniel Lipman. O seriado é distribuído pela Warner Bros. Television.
Queer As Folk narra a história de cinco homens homossexuais que vivem em Pittsburgh, Pennsylvania: Brian, Justin, Michael, Emmett e Ted. Compondo o elenco principal, ainda temos o casal de lésbicas, Lindsay e Melanie e a mãe orgulhosa de Michael, Debbie.
Entre as duas versões, existem suas diferenças do qual destacamos: a quantidade de personagens, as tramas principais e as cenas de nudez.
Este seriado é um marco na luta dos direitos LGBT, pois investe em uma trama sem cunho pornográfico ou apelativo, mostrando homossexuais como pessoas comuns, vivendo em seu dia-a-dia. As dificuldades e conquistas desta comunidade são brilhantemente retratadas nesta produção.
No Brasil, a série recebeu o nome de Os Assumidos e foi transmitida pelo canal à cabo Cinemax. Já em Portugal, a série foi chamada de Diferentes Como Nós e teve sua exibição durante as madrugadas no canal TVI. Em ambos países, nunca tiveram lançamento dos DVDs de suas temporadas.

## Elenco

### Regular
| Ator            | Personagem       | Temporadas | Temporadas | Temporadas | Temporadas | Temporadas |
| --------------- | ---------------- | ---------- | ---------- | ---------- | ---------- | ---------- |
| Ator            | Personagem       | 1ª         | 2ª         | 3ª         | 4ª         | 5ª         |
| Gale Harold     | Brian Kinney     | Regular    | Regular    | Regular    | Regular    | Regular    |
| Randy Harrison  | Justin Taylor    | Regular    | Regular    | Regular    | Regular    | Regular    |
| Hal Sparks      | Michael Novotny  | Regular    | Regular    | Regular    | Regular    | Regular    |
| Peter Paige     | Emmett Honeycutt | Regular    | Regular    | Regular    | Regular    | Regular    |
| Scott Lowell    | Ted Schmidt      | Regular    | Regular    | Regular    | Regular    | Regular    |
| Thea Gill       | Lindsay Peterson | Regular    | Regular    | Regular    | Regular    | Regular    |
| Michelle Clunie | Melanie Marcus   | Regular    | Regular    | Regular    | Regular    | Regular    |
| Sharon Gless    | Debbie Novotny   | Regular    | Regular    | Regular    | Regular    | Regular    |
| Jack Wetherall  | Vic Grassi       | Regular    | Regular    | Regular    | Regular    | Ausente    |
| Robert Gant     | Ben Bruckner     | Ausente    | Regular    | Regular    | Regular    | Regular    |

### Recorrente
| Ator                | Personagem                | Temporadas | Temporadas | Temporadas | Temporadas | Temporadas |
| Ator                | Personagem                | 1ª         | 2ª         | 3ª         | 4ª         | 5ª         |
| ------------------- | ------------------------- | ---------- | ---------- | ---------- | ---------- | ---------- |
| Sherry Miller       | Jennifer Taylor           | Recorrente | Recorrente | Recorrente | Recorrente | Recorrente |
| Stephanie Moore     | Cynthia                   | Recorrente | Recorrente | Recorrente | Recorrente | Recorrente |
| Dean Armstrong      | Blake Wyzeck              | Recorrente | Recorrente | Recorrente | Recorrente | Recorrente |
| Makyla Smith        | Daphne Chanders           | Recorrente | Recorrente | Recorrente | Recorrente | Recorrente |
| Lindsey Connell     | Tracey                    | Recorrente | Recorrente | Recorrente | Ausente    | Ausente    |
| Alec McClure        | Chris Hobbs               | Recorrente | Recorrente | Ausente    | Recorrente | Ausente    |
| Chris Potter        | Dr. David Cameron         | Recorrente | Ausente    | Ausente    | Ausente    | Ausente    |
| Peter MacNeill      | Carl Horvath              | Ausente    | Recorrente | Recorrente | Recorrente | Recorrente |
| Robin Thomas        | Sam Auerbach              | Ausente    | Recorrente | Recorrente | Recorrente | Ausente    |
| Carlo Rota          | Gardner Vance             | Ausente    | Recorrente | Recorrente | Recorrente | Ausente    |
| Fabrizio Filippo    | Ethan Gold                | Ausente    | Recorrente | Recorrente | Ausente    | Ausente    |
| Nancy Anne Sakovich | Leda                      | Ausente    | Recorrente | Ausente    | Ausente    | Ausente    |
| Harris Allan        | James "Hunter" Montgomery | Ausente    | Ausente    | Recorrente | Recorrente | Recorrente |
| David Gianopoulos   | PC Jim Stockwell          | Ausente    | Ausente    | Recorrente | Ausente    | Ausente    |
| Matt Battaglia      | Drew Boyd                 | Ausente    | Ausente    | Ausente    | Recorrente | Recorrente |
| Meredith Henderson  | Callie Leeson             | Ausente    | Ausente    | Ausente    | Recorrente | Recorrente |
| Mike Shara          | Brett Keller              | Ausente    | Ausente    | Ausente    | Recorrente | Recorrente |
| Mitch Morris        | Cody Bell                 | Ausente    | Ausente    | Ausente    | Recorrente | Ausente    |
| Rosie O'Donnell     | Loretta Pye               | Ausente    | Ausente    | Ausente    | Ausente    | Recorrente |

## Lista de episódios
| Temporada | Temporada | Episódios | Data de exibição      | Data de exibição    | Lançamento em DVD       |
| Temporada | Temporada | Episódios | Início da temporada   | Final da temporada  | Região 1                |
| --------- | --------- | --------- | --------------------- | ------------------- | ----------------------- |
|           | 1         | 22        | 3 de dezembro de 2000 | 24 de junho de 2001 | 8 de janeiro de 2002    |
|           | 2         | 20        | 6 de janeiro de 2002  | 16 de junho de 2002 | 25 de fevereiro de 2003 |
|           | 3         | 14        | 2 de março de 2003    | 22 de junho de 2003 | 24 de fevereiro de 2004 |
|           | 4         | 14        | 18 de abril de 2004   | 18 de julho de 2004 | 5 de abril de 2005      |
|           | 5         | 13        | 22 de maio de 2005    | 7 de agosto de 2005 | 30 de maio de 2006      |